# Lego Avatar: The Last Airbender
Lego Avatar: The Last Airbender er en produktlinje produceret af den danske legetøjskoncern LEGO, baseret på animationsserien Avatar: Den sidste luftbetvinger. Der blev kun produceret to sæt, som begge udkom i 2006.

## Sæt
- 3828 Air Temple (inkl. 4 minifigurer)
- 3829 Fire Nation Ship (inkl. 5 minifigurer)